# San Giuliano del Sannio
San Giuliano del Sannio est une commune italienne située à 15 km de la capitale régionale de la  province de Campobasso, dans la région Molise. Ses habitants sont appelés les Sangiulianesi.
San Giuliano del Sannio est une petite ville située sur une colline à environ 627 mètres d'altitude, dominée par une colline de 818 mètres d’altitude, nommée la Torretta.

## Lieux et monuments

### Patrimoine religieux
L’église de Saint-Nicolas, en italien chiesa di San Nicola, se dresse aujourd’hui sur les ruines d’un ancien édifice roman. Détruit puis reconstruit au moins deux fois à cause des tremblements de terre, entièrement restauré de 1969 à 1977, le bâtiment mesure 37 mètres de long, 11,50 mètres de large et 12 mètres de haut. L’église est éclairée par 14 grandes fenêtres qui la rendent très lumineuse.
L’église de Saint-Roch ou chiesa di San Rocco.

Église de Saint-Antoine ou chiesa di San Antonio est davantage considérée comme une chapelle par les habitants que comme une église.  Ainsi la chapelle se dresse près de la place principale appelée place Saint-Antoine.

## Administration
Candidat à la lista Civica aux élections du 31 mai 2015, Angelo Cordagnone est le maire actuel de la ville.

### Hameaux
Acquasalsa, Bosco Redole, Fontana Cappella, Montevecchio, Pescullo, Tomoliccio.

### Communes limitrophes
Cercepiccola, Guardiaregia, Mirabello Sannitico, Sepino, Vinchiaturo

## Évolution démographique
Au recensement du 31 décembre 2018, il y avait 985 résidents. Il y a un recul démographique important dans la ville car il y plus de décès que de naissances (voir graphique). 

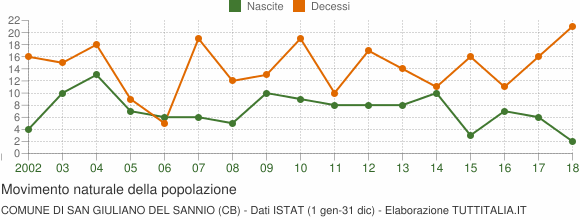
Naissances et décès à San Giuliano del Sannio (2002-2018).

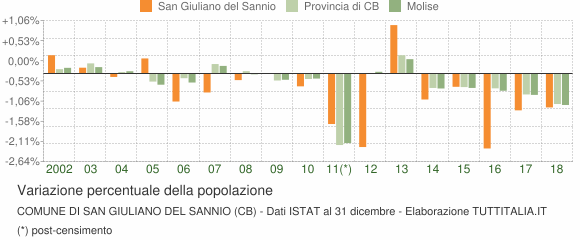
Variations annuelles de la population de San Giuliano del Sannio en pourcentage de la population de la province de Campobasso et de la région de Molise.

Habitants recensés de 1861 à 2006